# Кубок Європейської конфедерації волейболу (жінки)
Кубок ЄКВ— щорічний волейбольний турнір, що проводиться між європейськими клубами під егідою Європейської конфедерації волейболу. Розігрують із сезону 1972/1973 як для чоловічих, так і для жіночих клубів.

## Загальна інформація
У розіграші Кубка вододарів кубків брали участь клуби — володарі кубків або віце-чемпіони країн Європи. Команда, яка стала переможцем турніру, під час наступного розіграшу отримувала можливість знову стартувати в розіграші Кубку.
Із сезону 2007/08 турнір отримав нинішню назву і став третім за значущістю європейським клубним турніром. У ньому передбачено участь клубних команд, які отримали на це право за результатами національних чемпіонатів.
До 1987 року призерів змагань визначали в ході одноколового фінального турніру за участю чотирьох команд. У 1988—2010 роках фінальний турнір проводили у форматі фіналу чотирьох з півфіналами і двома фіналами за 1-е і 3-є місця. Із сезону-2010/11 передбачена система плей-оф на всіх стадіях розіграшу.

## Кубок володарів кубків
| Рік     | Місто             | Золото                     | Срібло                                       | Бронза                             |
| 1972/73 | Ліон              | «ЦСКА» (Москва)            | «ЦСКА» (Софія)                               | «Вісла» (Краків)                   |
| 1973/74 | Осієк             | «ЦСКА» (Москва)            | «Олімп» (Прага)                              | «Динамо» (Бухарест)                |
| 1974/75 | Ойпен             | «Трактор» (Шверін)         | «ЦСКА» (Москва)                              | «Славія» (Братислава)              |
| 1975/76 | Братислава        | «Славія» (Братислава)      | «ЦСКА» (Софія)                               | «Мюнстер»                          |
| 1976/77 | Руселаре          | «Іскра» (Луганськ)         | «Уйпешт» (Будапешт)                          | «ЦСКА» (Софія)                     |
| 1977/78 | Тревізо           | «Динамо» (Берлін)          | «ВК Кралово Поле» (Брно)                     | «ВК Шверте»                        |
| 1978/79 | Шаан              | «Олімп» (Прага)            | «Динамо» (Берлін)                            | «Старт» (Лодзь)                    |
| 1979/80 | Ворбюрг           | «Вашаш» (Будапешт)         | «Мюнстер»                                    | «Волейбол Катанія» (Катанія)       |
| 1980/81 | Руселаре          | «Вашаш» (Будапешт)         | «Ленінградка» (Санкт-Петербург)              | «ЦСКА» (Софія)                     |
| 1981/82 | Ізмір             | «ЦСКА» (Софія)             | «Динамо» (Москва)                            | «Славія» (Братислава)              |
| 1982/83 | Реджо-нель-Емілія | «Джінестра» (Одеса)        | «Олімп» (Прага)                              | «Реджо Емілія» (Реджо-нель-Емілія) |
| 1983/84 | Анкара            | «Динамо» (Берлін)          | «Реджо Емілія» (Реджо-нель-Емілія)           | «Олімп» (Прага)                    |
| 1984/85 | Анкара            | «Динамо» (Берлін)          | «Уралочка» (Єкатеринбург)                    | «Академік» (Софія)                 |
| 1985/86 | Анкара            | «Уралочка» (Єкатеринбург)  | «ВК Лохоф» (Мюнхен)                          | «Уйпешт» (Будапешт)                |
| 1986/87 | Ізмір             | «Комунальник» (Мінськ)     | «Реджо Емілія» (Реджо-нель-Емілія)           | «Фейєрбах» (Штутгарт)              |
| 1987/88 | Геппінген         | «ЦСКА» (Москва)            | «Волейбол Модена» (Модена)                   | «Трактор» (Шверін)                 |
| 1988/89 | Барі              | «АДК» (Алмати)             | «Трактор» (Шверін)                           | «ЦСКА» (Москва)                    |
| 1989/90 | Лілль             | «АДК» (Алмати)             | «Реджо Емілія» (Реджо-нель-Емілія)           | «Трактор» (Шверін)                 |
| 1990/91 | Лохоф             | «АДК» (Алмати)             | «ЦСКА» (Софія)                               | «Ленінградка» (Санкт-Петербург)    |
| 1991/92 | Мюнстер           | «Мюнстер»                  | «Волейбол Сіріо» (Перуджа)                   | «Трактор» (Шверін)                 |
| 1992/93 | Перуджа           | «Берлін»                   | «БЗБК» (Баку)                                | «Волейбол Сіріо» (Перуджа)         |
| 1993/94 | Анкона            | «Бруммель» (Анкона)        | «Расинг Клуб де Франс» (Париж)               | «Хемік» (Полиці)                   |
| 1994/95 | Мюнстер           | «Модена Воллей» (Модена)   | «Мюнстер»                                    | «Бруммель» (Анкона)                |
| 1995/96 | Модена            | «Модена Воллей» (Модена)   | «ВК Ріом» (Ріом)                             | «ЦСКА» (Москва)                    |
| 1996/97 | Москва            | «Модена Воллей» (Модена)   | «ВК Ріом» (Ріом)                             | «ЦСКА» (Москва)                    |
| 1997/98 | Канни             | «ЦСКА» (Москва)            | «Расинг» (Канни)                             | «Модена Воллей» (Модена)           |
| 1998/99 | Стамбул           | «Еджзаджибаши» (Стамбул)   | «Паллаволо Реджо Емілія» (Реджо-нель-Емілія) | «ФО Врілісся» (Вріліссія)          |
| 1999/00 | Перуджа           | «Волейбол Сіріо» (Перуджа) | «Панатінаїкос» (Афіни)                       | «Енка Стамбул» (Стамбул)           |

## Кубок топ-команд
| Сезон   | Місто   | Золото                           | Срібло                   | Бронза                        |
| 2000/01 | Відень  | «Астерікс Кільдрехт»             | «ВБ НО Сокол» (Швехат)   | «Джінестра» (Одеса)           |
| 2001/02 | Баку    | «Азеррейл» (Баку)                | «Єдинство Ужице» (Ужице) | «Палац Бидгощ» (Бидгощ)       |
| 2002/03 | Берн    | «Вільбон 91» (Вільбон-сюр-Іветт) | «Залп Кеніз» (Коніц)     | «Датовок Тонгерен» (Тонгерен) |
| 2003/04 | Бурса   | «Вакіфбанк» (Стамбул)            | «Ульм 1846» (Ульм)       | «Датовок Тонгерен» (Тонгерен) |
| 2004/05 | Турин   | «К'єрі Волей» (К'єрі)            | «Баєр 04» (Леверкузен)   | «Еджзаджибаши» (Стамбул)      |
| 2005/06 | Москва  | «Асистел Воллей» (Новара)        | «Динамо» (Москва)        | «Лонга '59» (Ліхтенворде)     |
| 2006/07 | Мюнстер | «Мурсія 2005» (Мурсія)           | «ЦСКА» (Москва)          | «Шверінер СК» (Шверін)        |

## Кубок ЄКВ
| Сезон   | Переможець                    | Фіналіст                  | Півфіналісти                                |
| 2007/08 | «Скаволіні» (Пезаро)          | «Рошевіль» (Ле-Канне)     |                                             |
| 2008/09 | «Асистел» (Новара)            |                           |                                             |
| 2009/10 | «Ямамай» (Бусто-Арсіціо)      | «Црвена звезда» (Белград) |                                             |
| 2010/11 | «Урбіно»                      |                           |                                             |
| 2011/12 | «Ямамай» (Бусто-Арсіціо)      | «Галатасарай» (Стамбул)   |                                             |
| 2012/13 | «»                            | «Фенербахче» (Стамбул)    |                                             |
| 2013/14 | «Фенербахче» (Стамбул)        |                           |                                             |
| 2014/15 |                               | «Атом Трефль» (Сопот)     |                                             |
| 2015/16 |                               | «Галатасарай» (Стамбул)   |                                             |
| 2016/17 |                               | «Ямамай» (Бусто-Арсіціо)  |                                             |
| 2017/18 | «Еджзаджибаши» (Стамбул)      |                           |                                             |
| 2018/19 | «Ямамай» (Бусто-Арсіціо)      | «Альба Блаж»              |                                             |
| 2019/20 |                               |                           |                                             |
| 2020/21 | «Саугелла» (Монца)            | «Галатасарай» (Стамбул)   |                                             |
| 2021/22 | «Еджзаджибаши» (Стамбул)      | «Альянц МТВ Штутгарт»     |                                             |
| 2022/23 | «Савіно Дель Бене» (Скандічі) | «Альба Блаж»              |                                             |
| 2023/24 | «К'єрі»                       | «Вітеос» (Невшатель)      |                                             |
| 2024/25 | «Ігор Горгондзола» (Новара)   | «КСМ Волей Алба» (Блаж)   | «ТХІ» (Стамбул) «Вашаш Будапешт» (Будапешт) |

## Найцінніший гравець сезону
- 2003–04 —  Несліган Демір
- 2004–05 —  Лоґан Том
- 2005–06 —  Таїсмарі Агуеро
- 2006–07 —  Любов Соколова
- 2007–08 —  Весна Йованович
- 2008–09 —  Крістіна Барчелліні
- 2009–10 —  Кармен Турля
- 2010–11 —  К'яра ді Юліо
- 2011–12 —  Анета Гавлічкова
- 2012–13 —  Саня Попович
- 2013–14 —  Кім Йон Кун
- 2014–15 —  Тетяна Кошелєва
- 2015–16 —  Наталія Малих
- 2016–17 —  Валентина Діуф
- 2017–18 —  Тіяна Бошкович
- 2018–19 —  Брітт Герботс
- 2019–20 — турнір скасовано через пандемію COVID-19
- 2020–21 —  Алессія Орро
- 2021–22 —  Майя Огнєнович
- 2022–23 —  Катерина Антропова
- 2023–24 —  Кая Гробельна
- 2024–25 —  Тетяна Толок